# Tony Šestan
Tony Šestan (Zadar, 21. travnja 1975.) je hrvatski filmski, televizijski i kazališni glumac.

## Filmografija

### Televizijske uloge
- "Mrkomir Prvi" kao seljak (2020.)
- "Crno-bijeli svijet" kao informatičar (2019.)
- "Novine" kao Edo Mišetić (2018.)
- "Najbolje godine" kao policajac (2011.)
- "Mamutica" kao mladi Zdravko (2010.)
- "Zakon!" kao prodavač (2009.)
- "Bitange i princeze" kao Stipan (2008.)

### Filmske uloge
- "Dnevnik Diane Budisavljević" kao službenik OZNA-e (2019.)
- "Duboki rezovi" (2018.)
- "S one strane" kao Božo (2016.)
- "Iza stakla" kao radnik #2 (2008.)
- "Seks, piće i krvoproliće" kao Bad Blue Boy #2 (2004.)

## Kazališne uloge
- Eko Eko kao Zmazi (2016.)
- Domaća zadaća kao direktor tvornice (2015.)
- Princeza i Žabac kao Paž (2012.)
- Ivica i Marica kao strašna šuma (2010.)
- Snjeguljica i sedam patuljaka kao Tupko (2009.)
- Oliver Twist kao policajac (2007.)